# Marianna Bułat
Marianna Bułat (ur. 6 grudnia 1887, zm. 2 kwietnia 1961 w Warszawie) – polska „Sprawiedliwa wśród Narodów Świata”.

## Życiorys
W trakcie II wojny światowej mieszkała u swojej siostry Julii Urbańskiej w Warszawie przy ul. Złotej. Od listopada 1940 r. i zamknięcia granic getta warszawskiego kontaktowała się z kilkorgiem dawnych żydowskich znajomych: Aliną Lewinson i jej dwiema córkami Janiną i Zofią, a także jej bratem Stefanem Fryszmanem z żoną Jadwigą (u których pracowała przed wojną jako wychowawczyni i gospodyni). Marianna poświęciła się ratowaniu ich życia. Robiła co mogła, aby mieli oni jakiekolwiek środki na utrzymanie się. Sprzedawała rzeczy należących do rodziny, a pieniądze przekazywała im przekradając się do getta. Po przedostaniu się znajomych na aryjską stronę w styczniu 1943 roku, Marianna pomagała w zdobyciu dokumentów legalizacyjnych, w sprzedaży resztek wyniesionego z getta dobytku, w ucieczkach z zagrożonych miejsc, wyszukiwaniu nowych kryjówek czy przeprowadzaniu przez miasto. Wynajdywała im kryjówki w Warszawie i okolicy, m.in. w Rembertowie, Wesołej i Otwocku. Po powstaniu warszawskim wywiozła zaś Alinę wraz z córkami do wsi Zielonki pod Krakowem, gdzie te doczekały wkroczenia Armii Czerwonej i wyzwolenia od Niemców. 
Działa z pobudek czysto humanitarnych. Gdy na początku 1944 roku jej podopiecznym skończyły się środki do życia, Marianna sprzedała własną ziemię pod Skolimowem i w ten sposób uzyskała pieniądze na dalsze ratowanie przyjaciół. Podobnie postąpiła po powstaniu warszawskim, gdy spieniężyła swą biżuterię. 
Marianna Bułat jest pochowana na Cmentarzu Bródnowskim w Warszawie (sektor 45A, rząd 4, numer 3). 
22 sierpnia 1993 r. Instytut Jad Waszem uhonorował Mariannę Bułat medalem „Sprawiedliwy wśród Narodów Świata”.

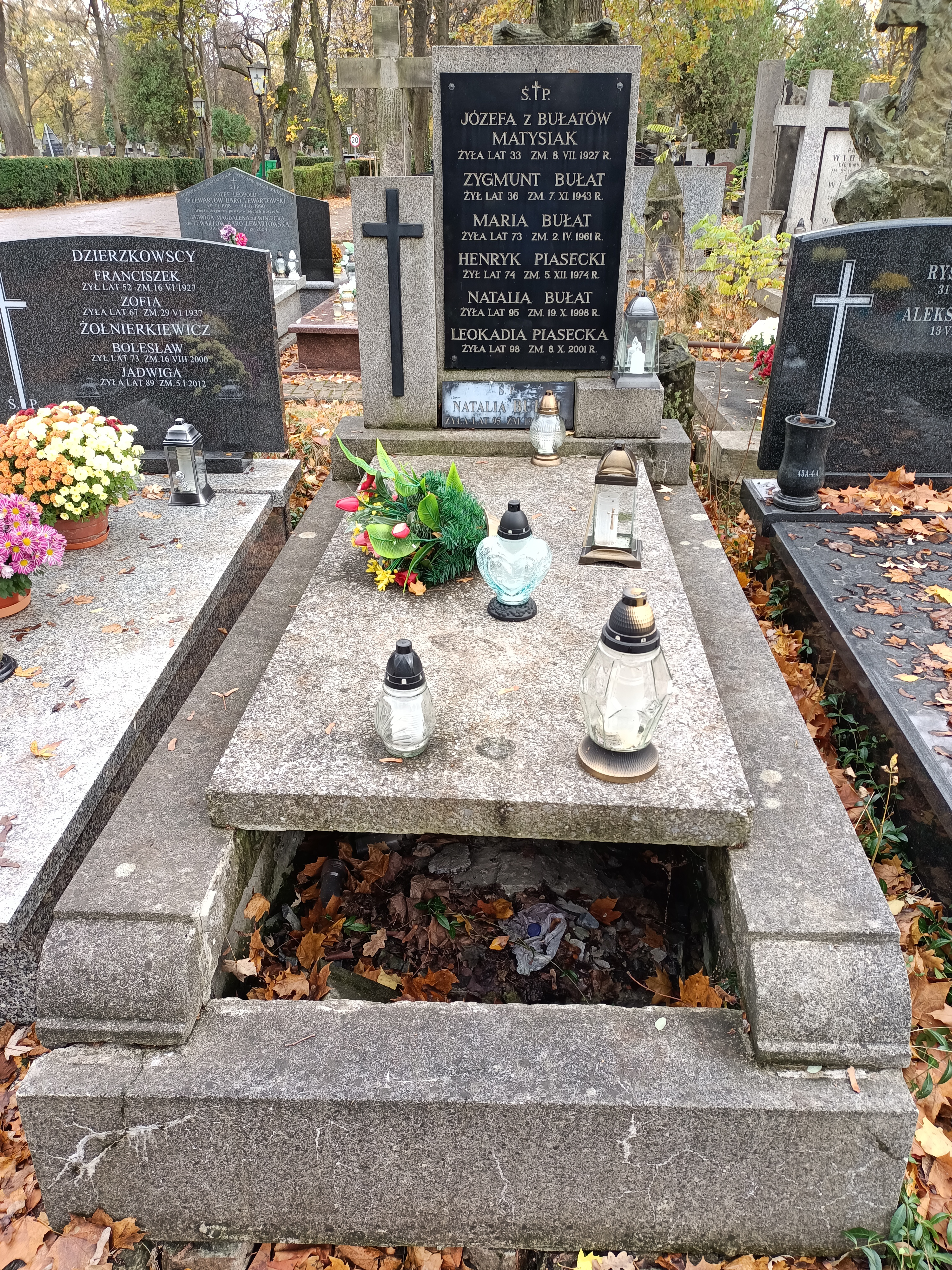
Grób Marianny Bułat na cmentarzu Bródnowskim w Warszawie

Łukasz Lissowski